# 보험계리인
보험계리사(보험계리인)란 보험 및 연금 분야(생명보험이나 손해보험 등의 연금보험이나, 농협, 축협, 신협, 새마을금고 등에서 운영하는 각종 공제회, 국민연금, 공무원연금, 의료보험 등 공적연금)에서 확률이론이나 수학적인 방법을 적용해서 위험의 평가 및 분석을 통하여, 불확실한 사실 또는 리스크를 종합적으로 해결하는 직무를 담당하는 사람을 말한다.

## 보험의 종류

### 생명보험과 손해보험
보험, 보험사도 종류가 여러 가지다. 대개 보험회사가 거래하는 보험 계약의 성격과 내용에 따라 구분하는데, 그런 구분의 대표격이 생명보험(회사)과 손해보험(회사)이다. 생명보험회사가 거래하는 생명보험은 사람이 생명을 잃거나 질병에 걸릴 때 경제적 보상을 해주는 보험이다. 암보험, 종신보험, 건강보험 등이 대표적인 생명보험 상품이다. 암보험은 계약자가 암이나 질병에 걸려 치료 또는 입원, 수술하거나 사망할 경우 필요한 목돈을 내주는 보험 상품이다. 종신보험은 계약자가 사고나 질병 때문이 아니고 수명이 다해 죽더라도 미리 약속한 목돈을 내준다. 손해보험회사가 취급하는 손해보험은 계약자가 화재나 교통사고, 건물 붕괴 혹은 강도나 도난 같은 갑작스런 사고를 당해 죽거나 다치는 등 신체상의 손해나 재물 손해가 났을 때 그 손해를 보상해 주는 보험 상품이다. 상해보험, 자동차보험, 화재보험, 해상보험, 배상책임보험, 여행보험, 의료보험 등이 있다. 생명보험과 손해보험, 두 보험의 차이는 보상(보장) 방식에서도 찾아볼 수 있다. 생명보험은 보험금을 내줘야 할 일이 생기면 미리 정한 액수를 보험금으로 내주지만 손해보험은 손해가 난 만큼만 계산해서 보험금을 내준다. 따문에 주로 생명보험은 정액보상, 손해보험은 실손보상이다.

### 보장성보험과 저축성보험
보험을 계약의 성격과 내용에 따라 보장성보험과 저축성보험으로 나누기도 한다. 보장성보험은 보험 본래의 기능인 위험 보상에 중점을 둔 보험이고, 저축성보험은 위험 보상과 저축을 겸하는 보험이다. 보장성보험은 저축성보험에 비해 적은 액수의 보험료를 낸다. 그 대신 계약자가 보험금을 타지 않고 계약이 만기가 되더라도 이미 낸 보험료는 돌려받지 못하는 것이 원칙이다. 사고 발생률이 높아 보험사가 계약자에게 보험금을 내줄 일이 빈번한 계약에 흔히 적용된다. 손해보험 중에서는 자동차보험, 화재보험이, 생명보험 중에서는 암보험, 종신보험이 대표적인 보장성보험 상품이다. 저축성보험은 저축성과 보장성을 겸하는 보험이다. 보장성보험에 비해 계약자의 보험료 부담이 비교적 큰 대신 보험계약 만기가 되면 이전에 낸 보험료 합계액에다 이자까지 얹어 목돈으로 돌려받는다. 저축성만 본다면 마치 은행 정기예금과도 같다. 이런 저축성보험 상품으로는 연금보험, 교육보험, 재테크보험 같은 것들이 있다. 그런가 하면, 분명하게 성격을 정하기 어려운 보험도 있다. 흔히 보장성보험 상품으로 분류되는 화재보험이나 장기손해보험 중에도 저축성보험 상품이 있고, 보장성보험이면서 저축성보험의 성격을 겸비한 상품도 있다. 예를 들면, 보장성보험 중에 계약 기간 동안은 보험금을 돌려주지 않고 만기가 되면 이전에 낸 보험료를 돌려주는 만기환급형 보험이 있는데, 이런 보험이 바로 보장성과 저축성을 겸비한 상품이다. 이런 보험 상품도 기본적으로 보험 범주를 벗어나지 못하는 만큼 저축을 겸하더라도 저축보다는 유사시 위험 보상 곧 보장성을 우선하고, 그래서 만기 때 받는 보험료는 저축성보험보다 훨씬 적다. 만기환급형 보장성보험과 달리, 만기 후 보험료를 전혀 돌려주지 않는 보험 상품도 있는데 이런 것은 ‘순수보장성보험’ 혹은 ‘소멸성보험’이라고 부른다. 순수 보장성보험은 만기 후 돌려주는 돈은 없지만 보험 혜택은 가장 싸게 받을 수 있다. 여러 가지 보험 상품 가운데 근년 활발하게 진화한 상품은 저축성보험이다. 예전 저축성보험은 기본적으로 보험인만큼 저축을 겸하더라도 유사시 위험 보상을 우선했고, 그래서 전통적으로 은행 정기예금보다 이자가 적었다. 저축 기능을 겸하다 보니 대개 위험 보상의 크기도 보장성보험보다 적었다. 따라서 재테크 관점에서 볼 때, 저축과 보험을 같이 들고자 한다면 저축은 은행 등 예금 상품에 들고 보험은 보장성보험으로 드는 게 저축과 보험 각각의 효용을 높이는 길이었다. 그러나 이젠 반드시 그렇다고 확언하기 어렵다. 저축성보험 가운데 변액보험 같은 새로운 보험 상품이 등장해서, 위험 보장도 해줄 뿐 아니라 저축성 면에서도 은행 예금이나 펀드 등 다른 고도의 투자 상품을 능가할 가능성이 생겼기 때문이다.

### 변액보험
변액보험은 계약자가 미리 지정해 놓은 위험이 실제로 닥쳤을 때 보상해 주고 만기가 되면 약정 보험금도 돌려줌으로써 장기저축 효과가 있는 저축성보험인데, 여느 저축성보험과는 다른 특성이 있다. 보통 저축성보험은 가입자가 미리 지정해 놓은 위험을 보장하는 한편 만기 보험금 액수를 정해 놓고 다달이 보험료를 낸다. 이 점은 변액보험도 마찬가지인데, 가입자가 낸 보험료 중 일부로 보험사가 특별계정 곧 펀드를 만들어 주식이나 채권에 투자하고 그 수익을 보험금에 얹어 나눠준다는 점이 다르다. 이처럼 보험사가 고객 보험료로 펀드를 만들어 증권투자를 하기 때문에 변액보험은 보험사의 증권투자 성과에 따라 만기에 수익자가 받는 보험금 액수가 변한다. 말 그대로 보험금이 ‘변액’해서, ‘보험금+α’를 기대할 수 있는 것이다. 수익자 입장에서 보면, 보험사가 투자만 잘하면 일반 저축성보험에 들 때보다 많은 보험금을 받을 수 있어서 매력 있다. 그렇지만 변액보험의 ‘보험금+α’는 어디까지나 보험사의 투자능력에 달렸다. 보험이란 장기에 걸쳐 드는 것인데, 미래에 과연 알찬 ‘+α’가 돌아올지 장담하기 어렵다. 그런데다 변액보험은 보통 일반 저축성보험에 비해 보험료가 비싸다. 자칫하면 ‘+α’에 혹해 비싼 보험료를 내고는 뒷날 후회하게 될 수도 있다. 처음부터 ‘+α’가 없을 수도 있다는 걸 유념해야 하는데, 현실에서는 많은 사람들이 ‘보험금이 변액한다’는 사실의 양면을 충분히 보지 않는다.시판 중인 변액보험 상품은 크게 3가지가 있다. 변액종신보험, 변액연금보험 그리고 변액유니버셜보험이다. 변액종신보험은 종신보험을 변액상품으로 만든 것이다. 종신보험이되, 보험사가 고객이 낸 보험료 일부로 펀드를 조성해서 증권투자를 하고 그렇게 해서 올린 투자수익에 따라 추가보험금을 배당함으로써 사망보험금 액수가 달라진다. 변액연금보험은 연금보험을 변액상품으로 만든 저축성보험이다. 보험사가 고객이 낸 보험료로 투자한 실적에 따라 추가연금이 붙어 수익자에게 지급되는 보험금(연금액)이 달라진다. 변액유니버셜보험은 유니버셜보험에 변액보험의 장점을 결합해 만든 저축성보험이다. 유니버셜보험은 보험료 납입을 유연하게 할 수 있도록 만든 상품이다. 보통 보험에 들면 보험료를 매달 꼬박꼬박 내야 한다. 도중에 사정이 생겨 보험료를 낼 형편이 못되면 해약해야 한다. 그럴 경우 저축성보험은 수익성이 형편없어진다. 하지만 유니버셜보험은 돈이 없을 때는 보험료를 적게 내거나 나중에 내고 여유가 있을 땐 더 내기도 하면서 주머니 사정을 반영해 가며 보험계약을 유지할 수 있다.

## 보험의 역사

### 손해보험의 역사
손해보험의 기원에 관하여는 여러 학설이 있으나 모험대차설(冒險貸借說)이 가장 유력하다. 모험대차(bottomry)는 금융업자가 무역업자에게 자금을 융자할 경우 이자 이외에 오늘날의 보험료에 해당하는 위험부담비용을 부과하는 대신, 사고로 인하여 원금을 상환하지 못할 경우에는 채무를 면제하는 제도이다. 이 제도는 고대의 바빌로니아, 페니키아시대부터 존재하였으며, 로마시대까지 이어오다가 보험업이 금융업으로부터 분리되면서 자취를 감추었다.
근대적 손해보험은 14세기경 이탈리아의 제노바, 팔레르모 등의 항구도시에서 성립된 해상보험에서 그 기원을 찾을 수 있다. 그 후 에스파냐·포르투갈을 거쳐 영국에 도입되어 1688년경에 템스강변에서 런던로이즈가 경영하던 커피하우스에서 번성하여, 오늘날 해상보험뿐만 아니라 재보험의 중심시장으로 이름난 로이즈시장으로 발전하였다.
한편 화재보험은 13세기경부터 유럽에서 발달한 길드가 화재 기타의 천재를 당한 자를 구제하는 사업을 벌여오다가, 1666년 런던대화재를 계기로 화재보험을 전문으로 하는 회사가 설립되어 여러 나라로 확대되었다.
18세기 말 영국에서 시작된 산업혁명에 의해 생산·수송 수단이 기계화되면서 기계보험·상해보험·자동차보험·항공보험 등 새로운 보험상품이 개발되었다. 제2차 세계대전이 끝난 후 과학기술의 눈부신 발달에 힘입어 원자력보험·인공위성보험·정치위험보험 등이 새로 등장하여 손해보험의 상품은 200여 종으로 늘어났다.
한국에 서구식 손해보험이 도입된 것은 1876년 강화도조약이 체결되어 인천·부산·원산 등 항구를 개항하여 외국과 무역을 시작하게 되자, 일본·영국·독일·중국·뉴질랜드 등의 보험회사가 한국에 대리점을 개설하여 해상보험을 판매하기 시작하였다. 1910년 국권침탈 후 일본 보험회사의 지점들이 대거 진출하여 화재보험·자동차보험 등을 판매하게 되었다. 1922년 조선화재(현 메리츠화재)가 설립되었다. 광복 후 한국의 손해보험이 보험상품의 구색을 갖추게 된 것은 1962년 이후의 국민경제가 고도의 성장을 보인 때부터이다.

### 생명보험의 역사
생명보험의 기원은 고대 로마의 한 매장조합이었던 콜레기아 테누이오룸이나, 중세의 길드 등에서 볼 수 있었던 상호부조제도에 있다. 근대적인 생명보험제도는 근대 자본주의, 특히 18세기 후반의 산업혁명 초기에 영국에서 비롯되었다.
17세기 후반부터 확률론(確率論)이 연구되기 시작하고, 보험사업의 기초인 생명표(生命表)가 나왔다. 이로써 18세기 초 비로소 근대적 생명보험이 형태를 갖추게 되었다. 1762년 생명표에 의거하여 가입자의 나이에 따라 보험료를 달리하는 보험을 창안한 에퀴터블생명보험회사가 영국에 설립된 것이 효시다. 이 같이 근대적 생명보험은 영국에서 발생하여 세계 각지에 퍼졌고, 그 내용과 영역이 확대·충실해짐으로써 오늘날과 같은 주요한 기능을 다하게 되었다.
한국의 생명보험사업은 20세기 초에 들어왔으나, 일제강점기에는 일본 생명보험회사의 지점에 불과하였다. 1970년대 전반까지는 업적이 그다지 활발하지 못하였으나, 그 뒤 경제의 고도성장에 따라 급속히 발전, 주요 기간산업으로 등장하였다. 생명보험사업이 수행하고 있는 생활보장·교육보장·노인복지 등의 다양한 사회보장적 기능은 복지사회건설 측면에서 크게 기대된다.

### 의료보험의 역사
근로자들이 상병으로 인해서 근로불능상태에 빠지고 생계 유지가 곤란할 때 우선 임금에 대신하는 수당(상병수당금·휴업수당금 등)을 지급하고, 아울러 필요한 의료의 급부를 하는 의료보험은 초기에는 노동자보험이라고 했으며, 1883년 독일에서 설치한 질병보험이 그 최초이다.
그것은 강제가입을 조건으로 하여 지정 의료기관에서 의료와 일정한 수당금을 지급하였다. 그 뒤 유럽 각국에서도 이 제도를 받아들여 1911년에는 영국도 국민건강보험법을 제정하였다.

## 보험계리사의 활동 영역

### 보험분야와 보험계리사
- 보험운영의 기초인 예정이율, 예정위험율 예정사업비율 등 보험에서 사용되는 제반 기초 이율에 관한 사항
- 보험료 계산 및 해약환급금의 계산에 관한 사항
- 책임준비금, 비상위험준비금 등 제 준비금의 계산 및 평가에 관한 사항
- 재보험의 최적보유율(Retention)의 결정과 초과 재보험의 요율 검토
- 잉여금의 합리적인 배분 및 계약자배당에 관한 사항
- 보험회사의 지급여력에 관한 사항
- 재무건전성 및 경영의 합리성을 도모하기 위해서 기획, 영업, 투융자 등의 분야에 대한 방향 제시
- 보험계약의 정정 및 변경에 대한 수리적인 계산에 관한 사항
- 기타 보험수리상 관련되는 제반 사항

### 연금분야와 보험계리사
- 연금수리의 기초적인 기초율(예정 퇴직율, 예정 승급율, 예정 탈퇴율, 예정 급여 상승율 등)의 예측 및 산정
- 연금제도의 설계
- 연금재정의 운영 및 평가
- 연금수리 및 연금재정의 안전성 검토
- 연금제도의 세무 및 회계
- 기타 제 통계분석

### 보험경영과 보험계리사
보험계리사는 상품개발을 통해 상품가격의 원가에 대한 정확한 흐름을 파악하고 있어 리스크의 사전 예측 및 관리가 가능하기 때문에 재무 건전성을 평가하는 리스크 관리 전문인으로 역할을 할 수 있어 경영의 건전성 및 합리성에 대한 방향 설정을 제시함으로써 보험이나 연금 분야에 있어서 보험계리사의 활동은 비약적으로 확대 될 것이다.

### 정부 및 감독관련기관과 보험계리사
보험계리사는 국제화, 자유화의 흐름으로 경영의 투명성, 합리성 및 건전성이 요구됨에 따라 보험이나 연금제도의 건전한 발전을 위한 제반 정책방향에 대해서 정부 및 감독기관과의 상호, 의견교환의 기회가 증대될 것이다. 왜냐하면 보험계리사는 확률, 보험수리 통계의 전문적인 지식을 가진 전문가로서 보험 및 연금제도의 근원인 불확실한 사상을 합리적으로 예측, 분석 및 평가를 통해서 보험 가격 책정의 설정 운영, 리스크 관리 분석 및 방향, 재무 건전성에 대한 제도 수립 및 운영, 손익분석 및 잉여금의 배분에 대한 제도 수립등을 종합적으로 관리할 수 있기 때문이다.

## 보험계리사 연구활동

### 정기 세미나 개최
생명보험분야와 손해보험분야로 구분하여 최근의 업계 현안 문제중에서 중요하다고 생각되는 사안이나 장차 업계가 나아가야 할 방향에 대한 사항에 대한 의견을 수렴하는 토론의 장으로 정착되고 있다.

### 학술논문지 발행
보험이나 연금의 모든 분야에 대해 각종 의견 교환을 통해 새로운 사고의 모색 전환의 계기를 갖게 함으로써 끊임없는 연구 활동을 하고 있다.

### 회원교육
지급여력 개선, 기업연금 도입 등 새로운 보험제도를 도입하거나 기존의 보험행정 및 감독규정의 변경이 있을 경우 이에 대한 내용을 지속적으로 교육시켜 자질향상을 도모하고 있다.

## 보험계리사 국제교류

### 국제보험계리사회(IAA:Internatioanl Actuarial Association)
세계 각국의 보험계리사가 회원으로 구성되어 있으며, 국제보험계리인 총회(ICA:International Congress of Actuaries)가 4년마다 개최되고 있으며, 최근의 회의는 제 28차 총회가 2006년 프랑스에서 개최되었다. 우리나라의 회원들도 적극적으로 참가하고 있다.

### 동아시아계리사 총회(EAAC:East-Asian Actuarial ConFerence)
한국을 포함하여 동남아시아 9개국의 보험계리사회가 동남아시아 보험산업 발전을 위해 설립한 국제회의로서 2년마다 회원국을 순회하면서 개최되고 있다. 한국보험계리사회가 주축이 되어 회원들을 적극적으로 참여시켜 폭 넓은 경험을 통해 창의적이고 혁신적인 새로운 사고의 기회가 될 수 있도록 노력하고 있다. 한편, 한국은 1999년 제10차 EAAC를 개회하였다.

### 기타 국제교류
세계 각국의 보험계리사 및 IAA의 각 분과위원회와 적극적인 교류를 통해 보험관련 정보를 수집, 교환하여 회원들에게 제공하고 있다.

## 업무의 내용
시대가 변하면서 보험상품도 바뀐다. 이는 인간의 생활을 규정하는 제반 조건들이 계속 변화하는 것에서 비롯된다. 예를 들어 사람들의 평균수명이 줄어든다면 사망을 보장하는 생명보험의 경우에는 보험회사는 보험료를 인상하여야 하고, 거꾸로 생명공학 등의 유전자 기술등이 발달하여 인간의 수명이 늘어났다면 보험료를 인하하여야 한다. 보험상품을 새로 개발해야 할 때도 있다. 보험이라는 것이 공동의 힘으로 위기를 모면 하자는 것에서 시작된 것이니 만큼 사람들에게 새로운 위험이 다가온다면 이에 대처할 수 있는 보험상품이 만들어져야 하기 때문이다. 예를 들어 사람의 평균수명이 늘어나 노인들의 생활문제가 대두되자 연금보험상품이 개발된 것처럼 시대의 상황에 맞춰 사람들의 니즈를 충족시킬 수 있는 보험상품을 개발하는 일은 매우 어려운 일이다. 더구나 보험회사와 보험가입자 양자의 경제적인 이익을 주는 보험상품을 만들기란 더욱 힘들다. 이렇게 힘든 일을 하는 사람이 바로 보험계리사이다. 보험계리사는 보험사업 등에서 보험에 관한 제반 손익업무를 담당하며 위험의 평가를 전문적으로 다뤄 보험상품을 개발하는 일, 보험회사의 서류 기재사항 중 책임준비금이나 대부금의 계산이 정당한가를 확인하는 일 등을 한다.보험회사의 상품으로는 어떤 것들이 필요하고 각각의 상품들의 보험료가 어떤 수준에서 책정되어야 하며, 또 이러한 보험상품의 운용이 제대로 되고 있는 지, 보험료가 적정하게 운용되고 있는 가를 확인하는 직업이다. 그러니까 보험회사의 업무 중에서 가장 전문적인 지식을 필요로 하는 업무라고 할 수 있다. 최근에는 보험시장의 개방 및 손익 위주 감독정책, 보험요율의 자율화, 수익성 위주의 경영 등으로 수리적인 지식뿐만 아니라 경영 경제 회계에 대한 이해가 필요하므로 경영 전반에 참여하는 방향으로 전환되고 있는 추세이다.2000년 4월부터 보험가격의 완전 자유화가 시행되어 보험가격 책정(PRICING) 등이 보험상품의 핵심적 경쟁요소로 등장함에 따라 보험계리사의 역할이 더욱 중요하게 되었다. 2003년 방카슈랑스 도입으로 은행마다 보험계리사 모시기에 앞서고 있고 회계법인, 증권사, 투신사, 연금 등으로 진출이 확대되고 있다. 수리 업무를 다루는 농협ㆍ우체국 등 공제사업, 의료보험 관련 기관 등 진로가 매우 다양하다.이 분야에는 금융감독원에서 실시하는 보험계리사 자격시험이 있다.이 분야 업무가 어렵듯이 시험도 상당히 어려운 게 사실이다. 그러나 자격증만 획득하면 보험업계에 진출하기 쉽고, 보험업계에 있는 종사자일 경우에는 인사고과에 반영되어 간부 또는 임원승진에도 많은 도움이 된다.

## 업무의 구조 및 현황
보험계리사는 보험회사에 소속되어 일하게 된다. 그들이 일하는 부서는 상품개발부, 계리부 또는 수리부 등이다. 하지만 아직까지 우리나라의 보험계리사 제도가 완전히 정착되어 있지 않기 때문에 큰 보험회사라 해도 보험계리사는 소수에 불과하다. 그런데 회사 내에서 보험계리사들은 대부분 중요하고 전문적인 일을 하는 사람들이 많기 때문에 중견간부나 중역진을 형성하고 있다. 근무조건은 사무실내에서 양호한 환경에서 근무하고 있으며, 해외 보험업계의 상황을 조사하기 위해 해외출장이 잦은 편이다. 2004년 6월 한국보험계리사회 자료에 의하면, 외국인 10명을 포함하여 435명의 보험계리사가 등록되어 있다. 현재, 여성 보험계리사는 소수이나 보험계리사의 섬세하고 정확한 업무성격상 여성에 맞는 아이디어와 수리능력이 필요한 전문분야이기 때문에 앞으로는 여성인력의 진출도 기대된다.

## 보수 및 전망
2000년 4월에 보험가격 완전자유화가 시행되면서 다양하고 차별화된 보험상품의 필요성이 증대되고, 보험가격 책정이 보험상품의 핵심적 경쟁요소로 등 장함에 따라 보험계리사의 역할이 더욱 중요하게 되었다. 산업발달에 따른 위험증가로 다양한 보험상품이 개발되었고, 외국 대형보험사의 국내진출과 보험사 간의 치열한 경쟁, 사회안전장치로서 국민연금 등 의 사회보험의 발전, 외형성장 위주의 경영에서 손 익 위주의 관리정책 확대 등의 요인으로 보험에 관 한 각종 자료를 분석·개발하고 결산 및 손익분석 을 담당하는 보험계리사에 대한 수요는 꾸준히 증가할 것이다. 종전에는 주로 보험계리사의 업무가 책임준비금, 보험료율, 마진 등을 계산해 보험상품을 개발하고 결산하는 업무에 치중하였으나, 최근에는 보험시장 의 개방 및 손익 위주 감독정책, 보험요율의 자율화, 수익성 위주의 경영 등으로 수리적인 지식뿐만 아니라 경영, 경제, 회계에 대한 이해가 필요하게 됨에 따라 경영전반에 참여하는 방향으로 전환되고 있다. 보험계리사는 상품개발을 통해 상품가격의 원가에 대한 정확한 흐름을 파악하고 있어 위험 (risk)의 사전예측 및 관리가 가능하기 때문에 재무 건전성을 평가하는 위험(risk)관리 전문인으로서의 역할이 가능하다. 따라서 경영의 건전성 및 합리성 에 대한 방향 설정을 제시함으로써 보험이나 연금 분야에 있어 보험계리사의 중요성과 그들의 활동영 역은 더욱 확대되고 수요는 증가할 것이다. 또한 주5일 근무제 확산에 따른 다양한 주말레저용 보험상품의 개발이 늘고, 2001년 8월에 실시된 자동차보험 가격자유화의 마지막 단계인 순보험료 자유화를 통해 보험회사 간 차별화된 상품개발현 상이 두드러지고 있으며, 은행창구를 통해 보험상 품을 판매하는‘방카슈랑스’의 도입, 타금융기관에 서의 보험취급 등으로 인해 기존 보험사 위주의 수 요가 유사 금융회사로 이행되어 금융기관 간 업무 영역이 파괴되면서 보험계리사의 수요는 더욱 확 대되고 있다. 자격증 취득은 보험업계에 진출을 용이하게 하고, 보험업계 종사자일 경우에는 인사고과, 연봉책정, 승진인 사 등에 유리하며 별도의 자격수당이 지급된다.

## 필요한 적성 및 자격
보험계리사가 되려는 사람은 우선 숫자적인 감각과 정확성이 필요하다. 이 부분에 관한 사무능력이 절대적으로 요구되기 때문이다. 따라서 보험계리사를 지망하는 사람은 통계학과 또는 수학과 출신이 유리하다고 하나 최근에는 경영학, 경제학과 출신도 많이 진출하고 있다. 게다가 보험이론 및 실무에 관한 보험업무에도 정통해야 한다. 자격시험에서 응시자격에 제한은 없으나 시험이 국가고시에 비교될 정도로 어렵다. 또한 대학생들이나 막 졸업한 사람들이 1차 시험에는 합격할 수 있지만 대부분 2차시험에는 합격하기 어렵다. 2차 시험은 보험실무 경력이 있어야 풀 수 있는 문제가 많기 때문이다. 그래서 현재 보험계리사로 종사하고 있는 사람들은 수학과나 통계학과를 졸업한 후 보험회사 등 관계기관에서 실무를 쌓아 보험계리사 시험에 합격한 사람들이 많다.

## 되는 길
보험계리사로 일하려면 금융감독원에서 실시하는 시험에 합격하고 일정기간의 실무 수습을 마친 후 금융감독원에 등록하여야한다. 보험계리사 시험은 제1차 시험과 제2차 시험으로 구분하여 실시한다. 제1차 시험은 선택형에 의하되 기입형을 병용할 수 있다. 제2차 시험은 논문형에 의하되 선택형 또는 기입형을 병용할 수 있다. 제1차 시험은 매년 5월경에 실시하고 응시자격에 제한은 없다. 학력, 성별 불문하고 20세 이상이면 된다. 2차 시험에 합격해야 최종 보험계리사 자격을 취득할 수 있다. 시험의 난이도는 상당히 높아 합격하기가 쉽지 않다. 매년 시험에 응시하는 분포를 보면 대학생이 30%정도, 보험업계 종사자가 40% 정도로 나타나지만 최종 합격자를 보면 대학생이 10%미만이고 그 나머지가 보험업계 종사자들로 나타나고 있다. 따라서 보험계리사가 되기 위해선 대학에서 수학이나 통계학과 관련된 학과를 나온 경우가 유리하고, 게다가 보험회사에서 실무경험을 쌓는 것이 합격에 결정적인 역할을 한다. 보험계리사 자격시험에 대비하는 방법은 교재를 사서 독학으로 하는 경우와 사설 학원에서 수강하는 길이 있다.

## 국내 보험계리사 자격취득

### 구분 및 자격취득
- 구분

| 고용보험계리사 | 보험사업자에게 고용된 보험계리사                                               |
| 독립보험계리사 | 보험사업자에게 고용되지 않고 보험계리업을 독립적으로 영위하는 보험계리사       |
| 선임계리사     | 기초서류의 내용 및 보험계약에 의한 배당금계산등 확인업무를 담당하는 보험계리사 |
- 자격취득

금융감독원에서 실시(제23회 보험계리사시험부터 보험개발원이 위탁받아 수행)하는 1차 및 2차 시험에 합격하고 일정기간의 수습을 필한 후 금융감독원에 등록함으로써 자격을 취득한다.
보험계리사 1차시험합격 → 보험계리사 2차시험합격 → 실무실습 → 보험계리사 등록

### 응시자격 및 시험면제
- 응시자격

1차시험 : 학력, 성별, 연령, 경력, 국적 등의 일체 제한이 없음
2차시험
당해년도 및 직전년도 보험계리사 제1차시험에 합격한 자('95년이전 합격자 포함)
금융감독원, 보험회사, 보험협회, 보험요율산출기관(보험개발원)에서 보험수리업무에 5년이상 종사한 경력이 있는 자
- 시험면제

금융감독원, 보험회사, 보험협회, 보험요율산출기관(보험개발원)에서 보험수리업무에 5년이상 종사한 경력이 있는 자 : 1차시험 면제
1차시험에 합격한 자 : 다음 번 시험에 한하여 1차시험 면제 (단, 1995년이전 합격자는 계속 면제 유효)

### 시험과목 및 방법

#### 1차시험
시험과목

• 보험계약법(상법 제4편), 보험업법 및 근로자퇴직급여 보장법

• 경제학원론

• 영어(공인시험 대체)

• 보험수학

• 회계원리

시험방법 : 선택형(객관식 4지선택형 택1)

#### 2차시험
시험과목

• 계리리스크관리

• 계리모형론

• 보험수리학

• 연금수리학

• 재무관리 및 금융공학

시험방법 : 매과목 60점 이상 득점한 자를 합격자로 결정. 단, 일부과목을 60점 이상 득점한 경우에는 그 과목을 제1차시험 합격년도부터 5년간 부분합격과목으로 함
교시별 시험시간
- 1차시험 (객관식 4지 선택형 택1)

| 구분    | 제1교시                                                      | 제2교시              |
| ------- | ------------------------------------------------------------ | -------------------- |
| 시간    | 09:00~10:20(80분)                                            | 10:50 ~ 12:40(110분) |
| 제1과목 | 보험계약법(상법중 보험편), 보험업법 및 근로자퇴직급여 보장법 | 보험수학             |
| 제2과목 | 경제학원론                                                   | 회계원리             |
- 2차시험(논문형-약술형 또는 주관식 풀이형)

| 구분 | 제1교시            | 제2교시              | 제3교시            |
| ---- | ------------------ | -------------------- | ------------------ |
| 시간 | 10:00~12:00(120분) | 13:00~15:00(120분)   | 15:30~17:30(120분) |
| 1일  | 계리리스크관리     | 보험수리학           | 연금수리학         |
| 2일  | 계리모형론         | 재무관리 및 금융공학 |                    |

#### 합격자 결정
- 제1차 시험은 매과목별 배점의 100분의 40이상을 득점하고, 전과목 배점합계의 100분의 60이상을 득점한 자
- 제2차 시험은 매과목 60점 이상 득점한 자를 합격자로 결정. 단, 일부과목을 60점 이상 득점한 경우에는 그 과목을 제1차시험 합격년도부터 5년간 부분합격과목으로 함

※선발예정인원은 정하지 아니함

### 실무실습
- 대상기관 : 금융감독원, 보험사업자, 보험협회, 보험요율산출기관 및 기타 금융감독위원회가 지정하는 기관
- 기간

원칙 : 6개월

실무수습대상기관에서 보험수리업무에 2년 이상 종사한 경력이 있는 자 : 면제
금융감독위원회가 인정하는 외국의 보험계리사자격을 가진 자 : 면제

## 미국 보험계리사 자격취득

### 개념 및 종류
미국이나 캐나다 등에서는 대학졸업자들이 보험계리사를 선망하는 직업 중의 하나로서 늘 꼽고 있는 이유는 높은 보수와 무료 스터디 타임을 제공하는 등 좋은 자기개발 환경이라고 볼 수 있다.
<보험계리사의 종류>
보험계리사는 크게 두 가지로 나뉘는데 Society of Actuaries(S.O.A.)의 자격시험을 통한 생명보험 계리사와 Casualty Actuarial Society(C.A.S.)의 자격시험을 통한 손해보험 계리사가 있다. 확실한 통계는 아니지만 미국 내에 약 3,000명의 생명보험 계리사가 있고 300명의 손해보험계리사가 있는데 여기선 주로 생명보험 계리사에 대하여 소개한다.생명보험 계리사에는 여러 종류가 있다. 자신의 관심 분야에 따라 S.O.A.를 통하여 5개 분야에 선택하여 응시하여야 한다.
생명보험 계리사는 개인연금 및 생명보험을 다루게 되는 계리인(Individual Life & Annuity Actuary), 단체 생명보험과 의료보험을 다루는 계리사 (Group Life & Health Actuary), 보험 회사의 전반 재무회계를 다루는 계리사 (Corporate Finance Actuary), 퇴직 후 연금 및 노후 복지를 다루는 계리사 (Pension Actuary), 보험회사의 투자를 전담하는 계리사 (Investment Actuary)로 나뉘어 있다.

### 미국 보험계리사의 장점
미국의 모든 보험회사나 금융 컨설팅 회사는 많은 보험계리사를 보유하고 있다. 보험계리사의 중요한 역할 중의 하나는 보험상품의 개발이라고 할 수 있다. 시대가 변함에 따라 소비자의 경제적 요구도 다양해져 가고, 이에 보험회사도 능동적으로 대처하기 위해서는 소비자의 니즈를 충족시켜야 하고 또한 보험회사에 적정한 이익을 확보하기 위해서는 매우 정교하게 보험상품의 가격을 책정(Pricing)해야할 것이다. 보험계리사는 이러한 역할을 각종 통계자료의 축적과 축적된 통계자료의 분석을 통하여 확률론적인 개념에 입각하여 계산한다. 때로는 감독당국이 소비자 보호의 관점에서 해약환급금의 인상 또는 책임준비금의 적립 등에 관한 법규의 개정이나 예정이자율의 변경 등으로 인하여 보험회사가 기존 상품에 대하여 재정적 손실이 발생할 수 있다. 이 또한 보험계리사의 일이다. 또 다른 예로 30세의 흡연자가 암등 특정질병의 발생률이나 사망율의 계산, 보험상품 가입자들에 대하여 장래에 지급해야 할 보험금의 현재가치인 책임준비금(Reserves)의 계산 및 대출이자의 계산 등도 보험계리사이 해야 할 일이다. 미국에서 현재 실행되는 보험계리사 시험제도는 캐나다와 유럽의 여러 국가에서도 인정되고 있다. 요즈음 많은 외국 보험회사들이 국내로 들어오고 있으며, 이미 보험시장도 87년도 이후 개방되어 많은 외국의 유수한 대형 보험회사들과 경쟁하고 있으며, 점점 경쟁이 치열해지고 있는 상황이다. 이들이 국내에서 보험상품 시장을 보다 효율적으로 개척하기 위해서는 국내 보험시장을 잘 아는 미국 보험계리사 자격증을 갖춘 보험계리사를 선호할 것이라고 예상된다.

## 기타 각국 시험제도

### 영국
- 시험주관

| Faculty of Actuaries (스코틀랜드) 와 Institute of Actuaries(잉글랜드)에서 공동으로 주관하였으나 현재는 IFoA로 합병 |
| --- |
| 현재 호주와 더불어 많은 시간과 노력을 요구하는 시험으로 구성됨. 3개의 Practical Exams과 Sitting Exams으로 구분됨   |
| CTs 와 CAs를 모두 합격하면 Associate, 추가로 2개의 ST 시험과 1개의 SA 시험을 합격하면 Fellow(정회원)자격이 부여됨  |

- 시험시기

연2회(4, 9월)
- 시험과목

| CT 단위시험(논술형, 객관식) | CT1: Financial mathematics CT2 : Finance and Financial Reporting CT3 : Probability and Mathematical Statistics CT4 : Models CT5 : Contingencies CT6 : Statistical Methods CT7 : Business Economics CT8 : Financial Economics CT9 : Business Awareness Pracitcal Exam |
| CA 단위시험(논술형)         | CA1: Actuarial Risk Management CA2: Model Documentation, Analysis and Reporting CA3: Communications |
| ST 단위시험(논술형)         | ST1:Health and Care ST2: Life Insurance ST4: Pensions and other benefits ST5: Finance and Investment A ST6:Finance and Investment B ST7: General Insurance: Reserving and Capital Modeling ST8: General Insurance: Pricing ST9: Enterprise Risk Management           |
|                             | 8개 과목 중 전문 분야 2과목 택일 |
| SA 단위시험(논술형)         | SA1: Health and care SA2: Life insurance SA3: General insurance SA4: Pensions and other benefits SA5: Finance SA6: Investment |
|                             | 6개 과목 중 전문 분야 1과목 택일 |

### 일본
- 시험주관

일본 보험계리인회(시험위원회)
- 시험시기

연1회(12월)
- 시험과목

| 1차 | 확률론, 수리통계, 보험수학1, 보험수학2, 연금수리, 회계/경제                                   |
| 2차 | 보험코스 →보험1(보험상품 실무) →보험2(보험회계/결산)                                          |
|     | 연금코스 →연금1(퇴직연금제도 및 연금관계 세무/회계) →연금2(공적연금제도 및 후생 연금기금제도) |
|     | 과목별 합격제(60점이상)로 모든 시험에 합격시 정계리인 자격 부여                               |

### 호주
- 시험주관

Institute of Actuaries of Austrailia
- 시험시기

Part1: 연2회(4, 11월)
Part2: 연중 수시
Part3: 연1회(10월)
- 시험과목

| Part1                               | Subject 101 : Financial Modelling Subject 102 : Financial Mathematics Subject 103 : Stochastic Models Subject 104 : Survival Models Subject 105 : Actuarial Mathematics 1 Subject 106 : Actuarial Mathematics 2 Subject 107 : Economics Subject 108 : Finance and Financial Reporting Subject 109 : Financial Economics |
| Part2                               | The Actuarial Control Cycle (Part II는 Macquarie Univ., The Univ. of Melbourne, The ANU에서 제공됨) |
| Part3 (전체 subject중 두 과목 선택) | Subject 1 : Investment Management Subject 2 : Life Insurance Subject 3 : General Insurance Subject 4 : Superannuation and Other Employee Benefits Subject 5 : Finance |
|                                     | Part I 과목은 영국의 100단위 시험과 동일 Part I과 Part II를 합격하면 AIAA (준회원) 자격이 부여되며, Part III를 추가로 합격하면 FIAA(정회원)의 자격이 주어짐 |

## 각국의 계리사회
| 국가          | 명칭                                                  | 주소                                                                     |
| ------------- | ----------------------------------------------------- | ------------------------------------------------------------------------ |
| 국제 계리사회 | International Actuarial Association                   | http://www.actuaries.org                                                 |
| 미국 생명보험 | The Society of Actuaries                              | http://www.soa.org                                                       |
| 미국 손해보험 | Casualty Actuarial Society                            | http://www.casact.org                                                    |
| 미국 기업연금 | American Society of Pension Actuaries                 | https://web.archive.org/web/20180319005107/http://aspa.org/              |
| 호 주         | The Institute of Actuaris of Australia                | http://www.actuaries.asn.au                                              |
| 캐나다        | Canadian Institute of Actuaries                       | https://web.archive.org/web/20160129233019/http://www.actuaries.ca/      |
| 카리브해      | Caribbean Actuarial Association                       | https://web.archive.org/web/20050408050218/http://www.caribsurf.com/caa/ |
| 핀란드        | Suomen Aktuaariyhdistys                               | http://www.actuary.fi                                                    |
| 아일랜드      | Socirty of Actuaries in Ireland                       | https://web.archive.org/web/20051030055246/http://www.actuaries-soc.ie/  |
| 이스라엘      | The Israel Association of Actuaries                   | http://www.actuaries.org.il                                              |
| 일 본         | The Institute of Actuaries of Japan                   | http://www.actuaries.jp                                                  |
| 말레이시아    | The Actuarial Society of Malaysia                     | https://web.archive.org/web/20120418203336/http://www.malaysia.net/      |
| 멕시코        | Asociacion Mexicana de Actuarios A.C                  | https://web.archive.org/web/20141218142031/http://www.amac.org.mx/       |
| 네덜란드      | Dutch Actuarial Association                           | http://www.ag-ai.nl                                                      |
| 노르웨이      | Den Norske Aktuarforening                             | http://www.aktfor.no                                                     |
| 남아공        | Actuarial Society of South Africa                     | http://www.assa.org.za 보관됨 2006-06-21 - 웨이백 머신                   |
| 스위스        | Association Suisse des Actuaires                      | http://www.actuaries.ch                                                  |
| 영 국         | The Institute of Actuaries / The Faculty of Actuaries | https://web.archive.org/web/20120717024200/http://www.actuaries.org.uk/  |
| 독 일         | Deutsche Aktuarvereinigung e.V.                       | http://www.aktuar.de                                                     |
| 미국 보험학회 | American Academy of Actuaries                         | http://www.actuary.org                                                   |
| 미국 컨설팅회 | Conference of Consulting Actuaries                    | http://www.ccactuaries.org                                               |

## 국내 보험회사
| 생명보험회사   | 손해보험회사   |
| -------------- | -------------- |
| 한화생명       | 메리츠화재     |
| 알리안츠생명   | 한화손해보험   |
| 삼성생명       | 대한화재       |
| 흥국생명       |                |
| 교보생명       | 흥국쌍용화재   |
| LIG생명        | 제일화재       |
| 미래에셋생명   | 교보자동차화재 |
| 금호생명       | 삼성화재       |
| 동부생명       | 현대해상       |
| 동양생명       | LIG손해보험    |
| 메트라이프생명 | 동부화재       |
| 푸르덴셜생명   | 코리안리       |
| 녹십자생명     | 서울보증보험   |
| 하나생명       | 롯데손해보험   |
| SH&C생명       |                |
| 신한생명       |                |
| PCA생명        |                |
| ING LIFE       |                |
| 뉴욕생명       |                |
| KB생명         |                |
| 라이나생명     |                |
| AIG생명보험    |                |